# Morti nel 1508

## Febbraio(8)
- 1º febbraio - Niccolò II da Correggio, condottiero e letterato italiano (n. 1450)
- 3 febbraio - Gabriele II Malaspina, nobile italiano
- 4 febbraio - Conrad Celtis, poeta, editore e umanista tedesco (n. 1459)
- 4 febbraio - Carlo IV Malatesta, condottiero italiano (n. 1480)
- 6 febbraio - Ludovico Bruno, vescovo cattolico italiano
- 16 febbraio - Giovanni II Bentivoglio, nobile italiano (n. 1443)
- 27 febbraio - Giberto Borromeo, nobile e politico italiano (n. 1460)
- 28 febbraio - Filippo del Palatinato, nobile (n. 1448)

## Marzo(5)
- 3 marzo - Giacomino de' Canepacci, religioso italiano (n. 1438)
- 10 marzo - Paul Sixt I von Trautson, nobile e condottiero austriaco (n. 1460)
- 16 marzo - Shimazu Tadamasa, militare giapponese (n. 1463)
- 18 marzo - Alberto IV di Baviera, sovrano (n. 1447)
- 18 marzo - Antonio Trivulzio, cardinale e vescovo cattolico italiano (n. 1457)

## Aprile(3)
- 11 aprile - Guidobaldo da Montefeltro, militare italiano (n. 1472)
- 17 aprile - Antoniazzo Romano, pittore italiano
- 23 aprile - Radu IV cel Mare, rumeno (n. 1467)

## Maggio(3)
- 7 maggio - Nilo di Sora, monaco cristiano e mistico russo (n. 1433)
- 19 maggio - Antonio Surian, patriarca cattolico italiano (n. 1451)
- 27 maggio - Ludovico il Moro, nobile italiano (n. 1452)

## Giugno(4)
- 6 giugno - Ercole Strozzi, poeta italiano (n. 1473)
- 15 giugno - Bérault Stuart d'Aubigny, nobile e condottiero francese (n. 1452)
- 18 giugno - Bartolomeo Calco, politico e mecenate italiano (n. 1434)
- 20 giugno - Ahmad al-Wansharisi, teologo e giurista algerino (n. 1430)

## Luglio(3)
- 23 luglio - Giovanni Battista Caracciolo, militare e nobile italiano (n. 1450)
- 23 luglio - Antonio Ferrero, cardinale e vescovo cattolico italiano (n. 1469)
- 26 luglio - Ludovico Bolognini, giurista e diplomatico italiano (n. 1447)

## Agosto(3)
- 7 agosto - Francesco Brevio, giurista e vescovo cattolico italiano
- 11 agosto - Nefone II di Costantinopoli, arcivescovo ortodosso greco
- 27 agosto - Lucia Rusca, nobildonna italiana (n. 1460)

## Settembre(4)
- 11 settembre - Galeotto Franciotti della Rovere, cardinale e vescovo cattolico italiano (n. 1471)
- 18 settembre - Jorge da Costa, cardinale e arcivescovo cattolico portoghese (n. 1406)
- 23 settembre - Beatrice d'Aragona, sovrana (n. 1457)
- 26 settembre - Giovanni Colonna, cardinale italiano (n. 1456)

## Ottobre(2)
- 18 ottobre - Patrick Hepburn, I conte di Bothwell, nobile scozzese
- 23 ottobre - Diego Ramírez de Guzmán, vescovo cattolico spagnolo

## Novembre(5)
- 2 novembre - Roberto II Sanseverino, nobile italiano (n. 1485)
- 9 novembre - Grazia da Cattaro, religioso italiano (n. 1438)
- 16 novembre - Lodovico Contarini, patriarca cattolico italiano
- 25 novembre - Ursula di Brandeburgo, nobile (n. 1450)
- 26 novembre - Ugo Ruggero III di Pallars Sobirà, nobile spagnolo

## Dicembre(3)
- 10 dicembre - Renato II di Lorena, nobile francese (n. 1451)
- 22 dicembre - Eric II di Meclemburgo, nobile (n. 1483)
- 28 dicembre - Diego Rodríguez de Lucero, religioso spagnolo (n. 1440)

## Senza giorno specificato(31)
- Isaac Abrabanel, politico, filosofo e rabbino portoghese (n. 1437)
- Giovanni Barbagelata, pittore italiano
- Branai Conte, condottiero albanese
- Chōsokabe Kanetsugu, militare giapponese
- Vincenzo Calmeta, poeta e critico letterario italiano
- Matteo Coppola, mercante italiano
- Michelotto Corella, mercenario spagnolo (n. 1470)
- Joan Ambrosio Dalza, compositore e liutista italiano
- Gian Luigi Fieschi, politico italiano (n. 1441)
- Palamede di Forbin, politico francese
- Pietro Iacopo De Jennaro, letterato e nobile italiano (n. 1463)
- Wolfgang Katzheimer, pittore tedesco
- Walter Kennedy, poeta scozzese (n. 1455)
- Abbondio Longhi, nobile italiano
- Lucrezia del Monferrato, nobildonna italiana
- Celso Maffei, letterato e religioso italiano (n. 1425)
- Masuma Sultan Begum, principessa mongola
- Meshullam da Volterra, mercante e viaggiatore italiano
- Judah Minz, rabbino italiano (n. 1405)
- Pietro Paolo della Sassetta, nobile, condottiero e politico italiano
- Friedrich Pacher, pittore austriaco
- Emanuele III Pessagno, navigatore italiano
- Damkhat Reachea, re cambogiano
- Simone del Pollaiolo, architetto, scultore e disegnatore italiano (n. 1457)
- Pietro da Ravenna, giurista italiano (n. 1448)
- Giovanni Trivulzio, nobile italiano
- Eloy d'Amerval, scrittore francese (n. 1455)
- Francesco di Simone da Santacroce, pittore italiano
- Lourenço de Almeida, esploratore e militare portoghese (n. 1480)
- Domenico del Tasso, scultore italiano (n. 1440)
- Angelo di Giovanni da Verona, scultore italiano (n. 1437)